# Peter Bol
Nagmeldin Bol, detto Peter (Khartum, 22 febbraio 1994), è un mezzofondista australiano.

## Biografia
Nato a Khartum, dopo aver trascorso un periodo in Egitto, è arrivato con la famiglia in Australia a dieci anni, stabilendosi a Perth.
Ai Giochi olimpici di Tokyo 2020 ha stabilito in semifinale il nuovo record oceaniano sugli 800 metri, con il tempo di 1'44"11. Ha poi terminato la finale al quarto posto, riportando così la selezione australiana nell'atto conclusivo della manifestazione per la prima volta dal 1968.
Il 18 giugno 2022 nella tappa di Parigi di Diamond League, stabilisce nuovamente il record oceaniano sugli 800 metri, con il tempo di 1'44"00

## Palmarès
| Anno | Manifestazione          | Sede           | Evento      | Risultato   | Prestazione | Note |
| ---- | ----------------------- | -------------- | ----------- | ----------- | ----------- | ---- |
| 2016 | Giochi olimpici         | Rio de Janeiro | 800 m piani | Batteria    | 1'49"36     |      |
| 2017 | Mondiali                | Londra         | 800 m piani | Batteria    | 1'49"65     |      |
| 2019 | Mondiali                | Doha           | 800 m piani | Batteria    | 1'46"92     |      |
| 2021 | Giochi olimpici         | Tokyo          | 800 m piani | 4º          | 1'45"92     |      |
| 2022 | Mondiali                | Eugene         | 800 m piani | 7º          | 1'45"51     |      |
| 2022 | Giochi del Commonwealth | Birmingham     | 800 m piani | Argento     | 1'47"66     |      |
| 2023 | Mondiali                | Budapest       | 800 m piani | Batteria    | 1'46"75     |      |
| 2024 | Giochi olimpici         | Parigi         | 800 m piani | Ripescaggio | 1'46"12     |      |

## Campionati nazionali
2014
- 5º ai campionati australiani, 800 m piani - 1'48"65

2016
- 5º ai campionati australiani, 800 m piani - 1'47"76

2017
- 8º ai campionati australiani, 800 m piani - 1'49"69

2018
- 7º ai campionati australiani, 800 m piani - 1'47"94

2019
- Oro ai campionati australiani, 800 m piani - 1'46"12

2021
- Oro ai campionati australiani, 800 m piani - 1'49"27

2022
- Oro ai campionati australiani, 800 m piani - 1'48"78

## Altre competizioni internazionali
2018
- Oro al Bauhaus-Galan ( Stoccolma), 800 m piani - 1'44"56
- 10º al Meeting de Paris ( Parigi), 800 m piani - 1'45"82
- 9º all'Herculis ( Monaco), 800 m piani - 1'46"64

2019
- 6º al Bauhaus-Galan ( Stoccolma), 800 m piani - 1'47"53

2020
- 7º all'Herculis ( Monaco), 800 m piani - 1'44"96
- 7º al Bauhaus-Galan ( Stoccolma), 800 m piani - 1'46"26

2021
- 4º al Meeting de Paris ( Parigi), 800 m piani - 1'44"88
- Bronzo al British Grand Prix ( Birmingham), 800 m piani - 1'45"22
- 9º all'Athletissima ( Losanna), 800 m piani - 1'47"49

2022
- Argento al Meeting de Paris ( Parigi), 800 m piani - 1'44"00
- Argento al Doha Diamond League ( Doha), 800 m piani - 1'49"35

2024
- 11º alla Xiamen Diamond League ( Xiamen), 800 m piani - 1'47"02